# Eine Million Minuten (Buch)
Eine Million Minuten ist eine autobiographische Erzählung des Autors Wolf Küper, die am 19. September 2016 bei Penguin Random House erschien. Das Buch erreichte im Januar 2017 Rang 16 der Spiegel-Bestsellerliste (Hardcover) und stand 2016/17 mehrere Monate unter den Top 50 der Spiegel-Bestseller-Liste. Im Februar 2017 erreichte Eine Million Minuten Rang 7 in der Gesamtkategorie Buch bei Amazon. Es wurde in mehrere Sprachen übersetzt, darunter Englisch, Französisch, Italienisch und Niederländisch. Gegenstand des Buches ist der Wert von gemeinsamer Zeit als Grundlage des Glücks.

## Inhalt
Das Leben eines Karrieremenschen (Wolf Küper) gerät völlig aus den Fugen, als die Familie damit konfrontiert wird, dass ihre Tochter Nina eine Entwicklungsverzögerung hat. Bei entsprechenden kinderpsychologischen Tests fällt Nina durch, da sie zum Beispiel auf die Standardfrage „Was ist nass und fällt vom Himmel“ antwortet, es handele sich definitiv um einen nassen Hund, dessen Sturz man durch ein Bällebad abmildern könne und den man vor dem Spielen erst trockenföhnen müsse. Nina erweist sich als Game-Changerin, die das Leben der Familie auf einen völlig neuen Weg führt. Nachdem sich Nina eine Million Minuten gemeinsamer Zeit „nur für die ganz schönen Sachen“ wünscht, kündigt Küper, die Familie verkauft den gesamten Hausstand, nimmt ein eigentlich für ein Mittelklasse-Auto vorgesehenes Darlehen auf und macht sich auf eine zweijährige Reise durch Asien, Australien und Neuseeland.
Die 17 Kapitel des Buches folgen zwar chronologisch dem Reiseverlauf und beschreiben die Erlebnisse und Begegnungen der Familie, widmen sich jedoch thematisch jeweils einem philosophischen bzw. gesellschaftlichen Thema, wie z. B. Entschleunigung, Männlichkeit, Wettbewerb, Materialismus, Zeitmangel, Work-Life-Balance usw. Die Erzählung mündet in einem Epilog, in welchem der Kinderpsychologe Dr. Finkelbach sich in einer fiktiven „paralleluniversen Traumagentur“ wiederfindet.

## Perzeption
Moderator Thorsten Otto bezeichnete in der Radiosendung „Mensch, Otto!“ das Buch als „eine sehr, sehr amüsant geschriebene Liebeserklärung an das Leben und vor allem an das Leben, das man nicht planen kann“.
Die Frankfurter Rundschau schreibt in der Rezension „Die Entdeckung der Langsamkeit“: „Das Anrührende an der Erzählung ist die Hingabe, dieses bedingungslose, allumfassende Abgleiten in die Welt der Kinder.“ Tatsächlich betont Eine Million Minuten die volle Legitimität der Perspektive von Kindern, gerade im Umgang mit der Ressource „Zeit“: In der 2024er Auflage heißt es dazu:

„Wir brauchen dringend mehr qualifizierte Erwachsenenbetreuung durch Kinder und Jugendliche. Coaching von Menschen mit unverstelltem Blick, die das Herz auf der Zunge tragen und uns mit den richtigen Fragen auf dem falschen Fuß erwischen. Von kleinen Menschen mit großen Träumen, die noch nicht durch Illusionen desillusioniert sind, für die absolut alles möglich ist: fliegende Hunde. Ewige Liebe. Bessere Welten. Von Menschen, die das Leben so sehr lieben, dass sie abends um jede einzelne Minuten feilschen.“

Die Süddeutsche Zeitung schrieb, „weil alles recht durcheinander geht“, sei Eine Million Minuten ein „ziemlich lustiges und anarchisches Buch“.
In der Badischen Zeitung schreibt Jana Luck, ein Thema des Buches sei die Frage nach der Erfüllung von Träumen. Sie zitiert dazu aus einer Lesung: „Für die große Reise, die wir alle unbedingt machen wollen, warten wir auf den richtigen Tag, an dem wir alles haben: Zeit, Geld, Gesundheit, Freiheit. (…) Die Eintrittswahrscheinlichkeit für diesen Tag liegt vermutlich bei eins zu einer Milliarde. Da ein durchschnittliches Menschenleben nur 30 000 Tage hat, kann es schon mal 3333 Leben dauern, bis man den Tag erwischt.“
Mit Erscheinen des Films entstand sich eine auch auf das Buch beziehungsweise die Reise der Familie bezogene Kontroverse im Hinblick auf die Finanzierung der zweijährigen Weltreise. Andreas Köhnemann schrieb dazu in einer Rezension in kino-zeit.de, dass Eine Million Minuten nicht zum realitätsfernen Projekt einer mit Privilegien ausgestatteten Familie (…) werde, (…) sei „in erster Linie dem einfühlsamen Spiel von Herfurth und Schilling zu verdanken“.
Im Interview mit daddylicious.de fragte Kai Bösel, inwieweit Küper der eigenen Einschätzung nach „zu einem privilegierten Kreis“ gehöre, da man sich eine solche Reise erst einmal leisten können müsse. Küper nahm dazu wie folgt Stellung:

„Wir haben während dieser besten Zeit unsere Lebens etwa 35.000 € mehr ausgegeben, als im Normalbetrieb zu Hause in Bonn. Das entspricht dem Preis von einem VW Passat mit Carport. An dem entsprechenden Darlehen habe ich bis 2020 abgezahlt, wir hatten fast all unser Hab und Gut verkauft; finanzielle Sicherheiten hatten wir keine. Wir waren trotzdem privilegiert, denn für viele wäre das alles gar nicht erst möglich gewesen.“

Dabei verweist er auch auf strukturelle Probleme, die dazu führen, dass die gemeinsame Zeit in normalverdienenden Familien immer knapper werde:

„Warum eigentlich verdienen viele Menschen, die hart arbeiten, so wenig, dass am Ende des Monats selbst für die Verwirklichung kleiner Träume kaum etwas übrig ist? Gleichzeitig geht der materielle Wohlstand einer Minderheit durch die Decke. Mich erstaunt, dass es für diese Entwicklungen seit 20 Jahren angeblich keine politische Lösung gibt.“

## Film
Am 1. Februar 2024 startete der Film Eine Million Minuten im Verleih von Warner Bros.

### Unterschiede zwischen Buch und Film

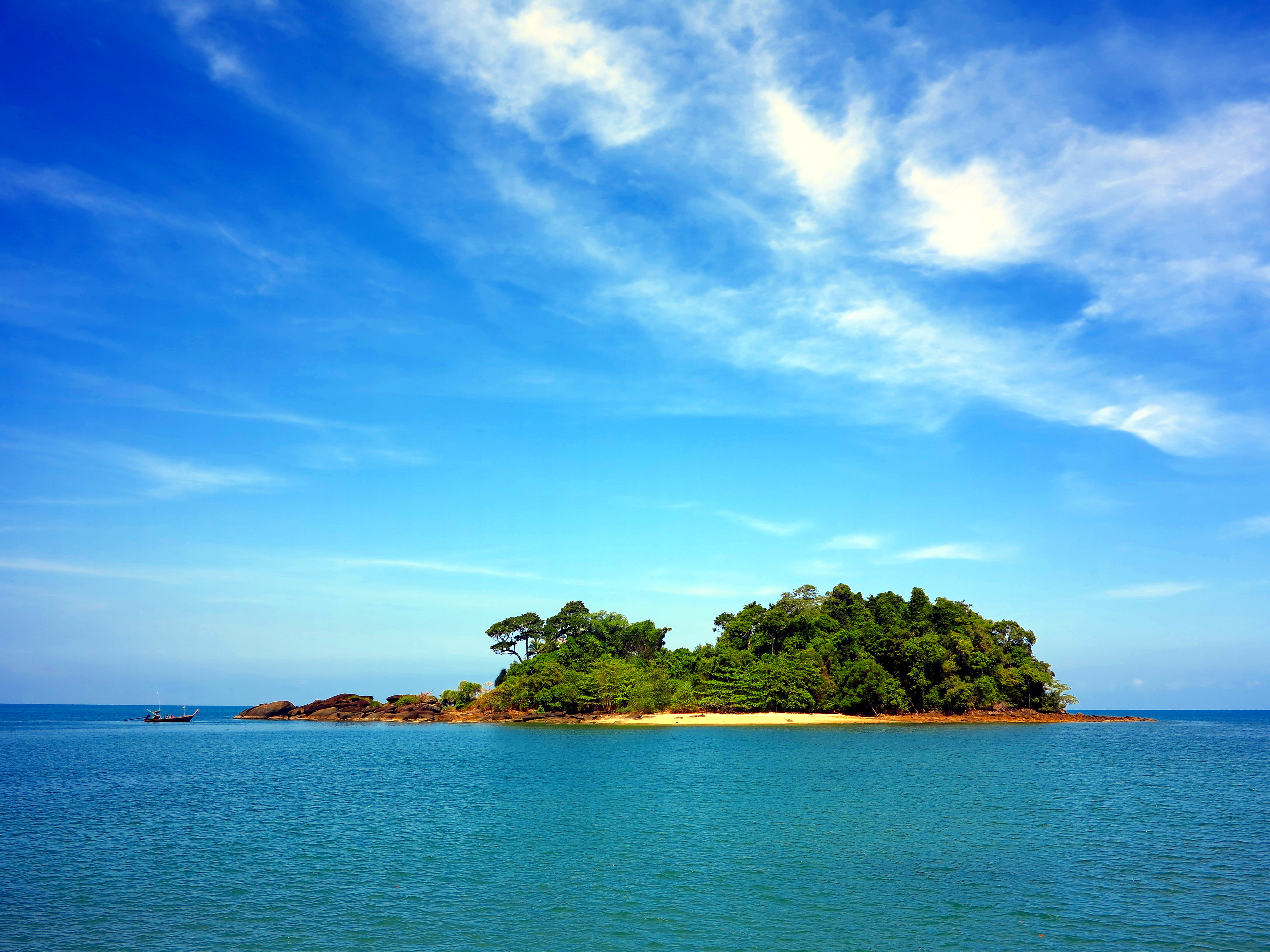
Reiseziel im Buch und Drehort: Ko Phra Tong. Thailand

Ein wesentlicher Unterschied zwischen Buch und Film besteht in den Drehorten. Die Film-Aufnahmen in Thailand wurden an Original-Schauplätzen der Reise, zum Beispiel auf der Insel Phra Tong gedreht. Im Film setzt die Familie ihre Reise dann in Island fort, während die ursprüngliche Reise nach Australien und Neuseeland weiterging. Dies ist unter anderem dem Umstand geschuldet, dass die Familie bewusst an möglichst unzugängliche Orte gereist war, an denen eine Filmcrew aus Dutzenden von Personen (inkl. zweier Kinderdarsteller) und mit mehreren Containern Equipment nicht hätte drehen können. Die Wahl für einen alternativen Drehort für die winterlichen Szenen aus der Region um Lake Tekapo in Neuseeland fiel letztendlich auf Island, dessen atemberaubenden Landschaften nicht als Ersatz, sondern als eigenständiger Teil der filmischen Erzählung fungiert und deren magischer Charakter die Fantasiewelt der Tochter Nina aufgreift.
Ein wesentlicher inhaltlicher Unterschied zwischen Buch und Film besteht darin, dass die Protagonisten im Film versuchen, sich während der Reise durch Arbeit im Remote Office zu finanzieren. Vor dem Hintergrund einer nach Corona deutlich veränderten Arbeitswelt sowie den aktuellen Diskussionen um die Generation Z, um Home-Office, und digitales Nomadentum greift der Film damit einer der zentralen Herausforderungen für moderner Familien auf: die Frage nach der Vereinbarkeit von Care-Arbeit und Erwerbstätigkeit, sowie die Neudefinition von Rollenbildern und Aufgabenverteilungen innerhalb von Familien, in denen Frauen gleichberechtigt sind und beruflich Karriere machen. Im Buch hingegen diente die Reise gerade dazu, gemäß dem Wunsch der Tochter Nina und den Ratschlägen der behandelnden Ärzte die gemeinsame Zeit möglichst „nur für die ganz schönen Sachen“ zu nutzen. Das Problem der Finanzierung der Reise wurde mit Hilfe eines Kredites quasi in die Zukunft outgesourct, aber nicht gelöst.
Insgesamt bietet der Film auch vom inhaltlichen Schwerpunkt her eine Weiterentwicklung des Buches von Küper an. Dieser schrieb das Buch 2012 ursprünglich in Form eines Tagebuchs als Dank an die Tochter Nina, weil diese mit ihren Ideen ihre Eltern zu Minutenmillionäre gemacht hatte. Insofern ist die Dynamik der Beziehung zwischen Vater und Tochter einen Schwerpunkt des Buches. Den Macher des Films ging es zusätzlich um die Adaptation in die Welt nach Corona, in der aufbrechende Strukturen in der Arbeitswelt zu neuen Möglichkeiten führen, und in der verstärkte Debatten um die Aufgabenverteilungen in modernen Familien traditionelle Denkmuster ablösen. Dahinter steht aber auch die Erkenntnis, dass es für das Problem der mangelnden Vereinbarkeit zwischen Care-Arbeit und Erwerbstätigkeit keine grundsätzliche Lösung gibt. Im Interview mit Daddylicious sagte Küper:

„[man] kann wohl niemals beides gleichzeitig haben (…) – eine Wahnsinns-Karriere, und viel erfüllte Zeit mit den Kindern. Die einzige Lösung ist aus meiner Sicht, selbst klarzukriegen, dass man die Wahl hat - und jede Wahl mit einem Preisschildchen daherkommt. Wenn ich viel tolle Zeit mit meinen Kindern verbringe, steht auf dem Preisschild: ‚Du bist nicht so wirklich die tragende Säule im Team‘. Wenn ich einen mega Job mache, steht Abends auf dem Preisschuld: ‚Papa, ich wünschte, Du wärst heute dabei gewesen!‘“